# Ianthella concentrica
Ianthella concentrica är en svampdjursart som beskrevs av Hyatt 1875. Ianthella concentrica ingår i släktet Ianthella och familjen Ianthellidae.
Artens utbredningsområde är Fiji. Inga underarter finns listade i Catalogue of Life.